# فيروس كورونا المستجد

فيروس كورونا المستجد (بالإنجليزية: Novel coronavirus)‏‏ (اختصارًا nCoV) هو أيُ فيروس كورونا حديثُ الاكتشاف ذو أهميةٍ طبية ولكن لم يُسمى بعدُ باسمٍ دائم. على الرغم أنَّ فيروسات كورونا متوطنةٌ في البشر، وعادةً ما تكون العدوى طفيفة (مثل الزكام الذي تسببه فيروسات كورونا البشرية في حوالي 15% من الحالات)، إلا أن الانتقال عبر الأنواع قد كون بعض السلالات الفيروسية غير الاعتيادية والتي قد تسبب ذات الرئة الفيروسي وفي بعض الحالات الشديدة قد تُسبب متلازمة الضائقة التنفسية الحادة.

## الأنواع
أُشير إلى الفيروسات التالية باسم «فيروس كورونا المستجد»، عادةً مع إضافة سنة الاكتشاف، وذلك قبل منحها تسميةٍ دائمة:
| التسمية الأولية | التسمية الرسمية                                                              | أسماء غير رسمية                                      | العائل الأصلي               | مكان الاكتشاف    | المرض                                                               |
| --------------- | ---------------------------------------------------------------------------- | ---------------------------------------------------- | --------------------------- | ---------------- | ------------------------------------------------------------------- |
| 2019-nCoV       | فيروس كورونا المرتبط بالمتلازمة التنفسية الحادة الشديدة النوع 2 (SARS-CoV-2) | فيروس سارس 2                                         | آكل النمل الحرشفي، الخفافيش | ووهان، الصين     | مرض فيروس كورونا 2019 (كوفيد-19)                                    |
| 2012-nCoV       | فيروس كورونا المرتبط بمتلازمة الشرق الأوسط التنفسية (MERS-CoV)               | فيروس الشرق الأوسط، فيروس ميرس، فيروس إنفلونزا الجمل | الجمال، الخفافيش            | جدة، السعودية    | متلازمة الشرق الأوسط التنفسية (ميرس)                                |
| 2005-nCoV       | فيروس كورونا البشري HKU1‏ (HCoV-HKU1)                                         | فيروس نيو هيفن                                       | الفئران                     | هونغ كونغ، الصين | غير مُسمى، ونادر جدًا، عادةً شكل طفيف من متلازمة فيروس كورونا التنفسية |
| 2002-nCoV       | فيروس كورونا المرتبط بالمتلازمة التنفسية الحادة الوخيمة (SARS-CoV)           | فيروس سارس                                           | قط الزباد، الخفافيش         | فوشان، الصين     | متلازمة تنفسية حادة وخيمة (سارس)                                    |
| 1. 2. 3.        |                                                                              |                                                      |                             |                  |                                                                     |

جميع الفيروسات الأربعة هي جزءٌ من جنس فيروس كورونا الخفافيش (الاسم العلمي: betacoronavirus) وذلك ضمن فصيلة فيروس كورونا.

## التسمية
تُشير كلمة المستجد (novel) إلى ممراضٍ جديدٍ من نوعٍ فيروسي معروفٍ سابقًا (فصيلةٌ معروفة). يتوافق استخدام الكلمة مع أسلوب تسمية الأمراض المعدية الجديدة الذي نشرته منظمة الصحة العالمية (WHO) في عام 2015. تاريخيًا، سُميت مسببات الأمراض في بعض الأحيان باسم مواقع أو أفراد أو أنواع محددة، وعلى الرغم من ذلك، فإن هذه الممارسة الآن لا تشجعها منظمة الصحة العالمية.
تُحدد الأسماء الرسمية الدائمة للفيروسات والأمراض بواسطة اللجنة الدولية لتصنيف الفيروسات (ICTV) والتصنيف الدولي للأمراض (ICD) التابع لمنظمة الصحة العالمية.